# Bleu paon

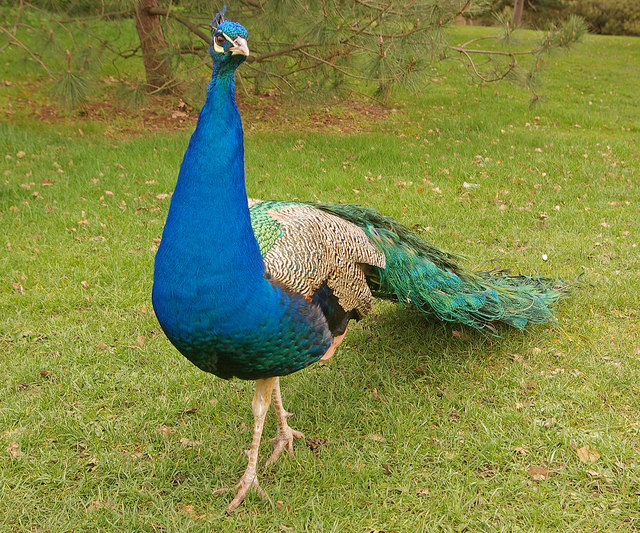
Paon bleu (Pavo cristatus).

Le bleu paon est un nom de couleur désignant des nuances de bleu-vert, d'après certaines parties du plumage du paon bleu.
L'expression bleu paon se trouve principalement dans les domaines de la mode et de la décoration.

## Nuanciers
Le Répertoire de couleurs de la Société des chrysanthémistes donne quatre tons de Bleu paon, placé, pour la teinte, entre le Bleu capri et le bleu minéral (Cendre bleue), et pour la force du ton, entre le Rouge marocain et le Marron d'Inde. Le Vert paon est une couleur différente.
Dans les nuanciers modernes, on trouve bleu paon ; EE117 paon ; 05 bleu paon ; 1096 bleu paon.

## Pigments
Bleu Paon est un des noms commerciaux du bleu phtalo (Colour Index PB 15:3).
Bleu Paon est aussi synonyme de Laque d'érioglaucine (C.I. 42090, PB24).

## Historique
L'expression « bleu paon » (ou « bleu de paon ») est attestée, dans le domaine de la mode, en 1873 : « Nous appelons l'attention de notre clientèle […] cachemire d'Écosse […] dans toutes les nuances nouvelles, telles que réséda, acanthe, bronze florentin, bleu paon, vert paon, prairial, océan, mer morte, hanneton, iode, opale, aloès, rose, ciel etc. » Rien n'indique la nuance que désigne bleu paon ; mais on le trouve fréquemment dans les descriptions de tous ordres par la suite.
Le Moniteur de la Papeterie française indique en 1881 qu'il s'agit bien d'un bleu-vert, comme par la suite, et en donne la formule : c'est un mélange à base de bleu d'aniline.
Cependant, d'après un auteur antiquaire, « Fortuny […] se mit à appliquer […] leur mystérieuse manière de damasquiner l'acier […] ou bien encore de lui donner cette belle couleur, bleu sombre, que les anciens nommaient bleu paon (pavonazzo) ». Cette évocation renvoie plutôt à un bleu acier ; mais pavonazzo ou paonazzo ne s'applique pas qu'aux armes ; Vasari l'emploie en 1550 dans ses Vite de più eccellenti architetti, pittori et scultori dans le sens de bleu foncé, et le dictionnaire d'italien nous indique qu'il s'agit d'une couleur violette plutôt sombre, d'après des nuances présentes dans la queue de l'oiseau. La forme francisée (rare) paonace désigne aussi une couleur violacée. Ce nom de couleur était, semble-t-il, oublié en 1874 lorsque la mode lance le bleu paon.

## Lebleu Capri
Le bleu Capri est une teinte proche, dont le Répertoire de couleurs indique la composition de la teinture qui sert à la produire (RC2, p. 226), mais dont le nom purement arbitraire ne donne aucune référence pour la teinte.
Le nom de couleur bleu Capri fait l'objet d'un brevet de Leonhardt (marque de Bender) en 1893 et on trouve facilement les indications sur sa chimie, bien que les luttes commerciales et les litiges sur les brevets aient amené une profusion de dénominations. Ces brevets concernent les noms et les procédés d'obtention des colorants, mais la couleur reste impalpable, et, au demeurant, elle dépend largement du procédé de teinture des tissus. Le Répertoire de couleurs indique son emploi pour teindre les cotons après mordançage et les soies, en mentionnant le procédé, « condensation de la nitrosométhylaniline et diméthylmétaamidocrésol », indiquée dans un Dictionnaire de chimie contemporain. La seule indication sur la nuance s'applique aussi bien au bleu paon : « un bleu très verdâtre », en effet plus verdâtre — de ce qu'on peut encore voir des échantillons du Répertoire des couleurs — que le bleu paon.
Cependant, un fabricant au moins vend un bleu outremer (PB29) sous le nom de Bleu Capri.